# Chicago White Sox
Chicago White Sox är en professionell basebollklubb i Chicago i Illinois i USA som spelar i American League, en av de två ligorna i Major League Baseball (MLB). Klubbens hemmaarena är Guaranteed Rate Field.
Klubben håller till i södra Chicago (South Side) till skillnad från Chicago Cubs i National League, som har sin verksamhet i norra Chicago (North Side).
Klubben har vunnit tre World Series-titlar, varav den senaste 2005. Dessförinnan var den senaste segern 1917, och det gick alltså 88 år mellan segrarna.

## Historia
Klubben grundades 1894 i Sioux City i Iowa under namnet Sioux City Cornhuskers, men spelade då i en minor league som hette Western League. Efter bara ett år, trots att man vann ligan, flyttades klubben till St. Paul i Minnesota, där den bytte namn till St. Paul Saints och blev kvar till och med 1899. 1900 bytte ligan namn till American League och samtidigt flyttades klubben till Chicago, där den vann ligan direkt. Klubbens nya smeknamn blev White Stockings utan Chicago framför, eftersom dåtidens enda major league, National League, förbjöd klubben att använda ordet Chicago med hänsyn till sin egen klubb i staden, en klubb som i dag heter Chicago Cubs. Till saken hör att den klubben hade använt smeknamnet White Stockings under 1870- och 1880-talen. 1901 förklarade sig American League vara en major league, och utmanade därigenom National League på allvar. White Stockings vann ligan för andra året i rad 1901, men för första gången som en major league. Ganska snart började man använda namnet Chicago White Sox.
1906 vann klubben sin första World Series-titel och den andra kom 1917. 1919 inträffade den så kallade Black Sox-skandalen, där åtta spelare, bland andra "Shoeless" Joe Jackson och Charles "Swede" Risberg, mutades att förlora i World Series mot Cincinnati Reds.
Därefter dröjde det till 1959 innan White Sox vann American League igen. Nästa ligaseger kom inte förrän 2005, och då vann man även World Series för första gången sedan 1917.

## Hemmaarena
Hemmaarena är Guaranteed Rate Field, invigd 1991. Klubbens första arena i Chicago hette South Side Park, medan man spelade på Comiskey Park 1910–1990.

## Spelartrupp

### Aktiva
| Nr | Land                    | Pos | Namn             |
| -- | ----------------------- | --- | ---------------- |
| 17 | USA                     | P   | Joe Kelly        |
| 23 | USA                     | P   | Vince Velasquez  |
| 27 | USA                     | P   | Lucas Giolito    |
| 31 | Australien              | P   | Liam Hendriks    |
| 33 | USA                     | P   | Lance Lynn       |
| 40 | Dominikanska republiken | P   | Reynaldo López   |
| 47 | Dominikanska republiken | P   | Johnny Cueto     |
| 49 | USA                     | P   | Kendall Graveman |
| 55 | USA                     | P   | Jake Diekman     |
| 58 | USA                     | P   | Jimmy Lambert    |
| 65 | USA                     | P   | Davis Martin     |
| 66 | Venezuela               | P   | José Ruiz        |
| 84 | USA                     | P   | Dylan Cease      |

| Nr | Land                    | Pos | Namn            |
| -- | ----------------------- | --- | --------------- |
| 24 | Kuba                    | C   | Yasmani Grandal |
| 44 | USA                     | C   | Seby Zavala     |
| 1  | Venezuela               | INF | Elvis Andrus    |
| 5  | USA                     | INF | Josh Harrison   |
| 12 | USA                     | INF | Romy González   |
| 28 | Dominikanska republiken | INF | Leury García    |
| 32 | USA                     | INF | Gavin Sheets    |
| 79 | Kuba                    | INF | José Abreu      |
| 15 | USA                     | OF  | Adam Engel      |
| 18 | USA                     | OF  | A.J. Pollock    |
| 25 | USA                     | OF  | Andrew Vaughn   |
| 74 | Dominikanska republiken | OF  | Eloy Jiménez    |
| 88 | Kuba                    | OF  | Luis Robert     |

### Skadade
| Nr | Land | Pos | Namn             |
| -- | ---- | --- | ---------------- |
| 34 | USA  | P   | Michael Kopech   |
| 39 | USA  | P   | Aaron Bummer     |
| 45 | USA  | P   | Garrett Crochet  |
| 53 | USA  | P   | Jonathan Stiever |

| Nr | Land | Pos | Namn          |
| -- | ---- | --- | ------------- |
| 59 | USA  | P   | Kyle Crick    |
| 7  | USA  | INF | Tim Anderson  |
| 10 | Kuba | INF | Yoán Moncada  |
| 20 | USA  | INF | Danny Mendick |

## Fotogalleri

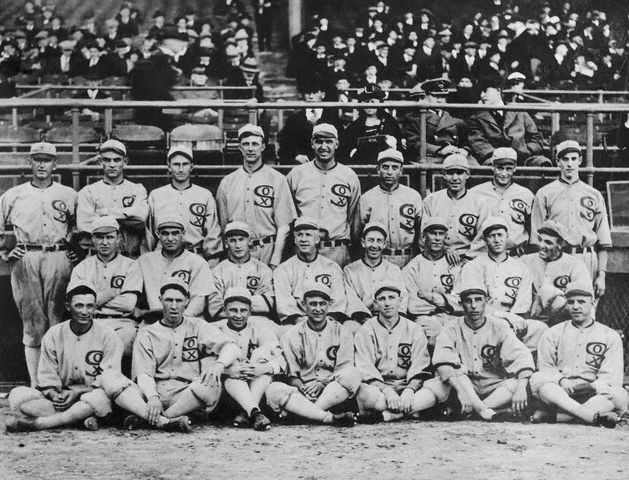
White Sox 1919.
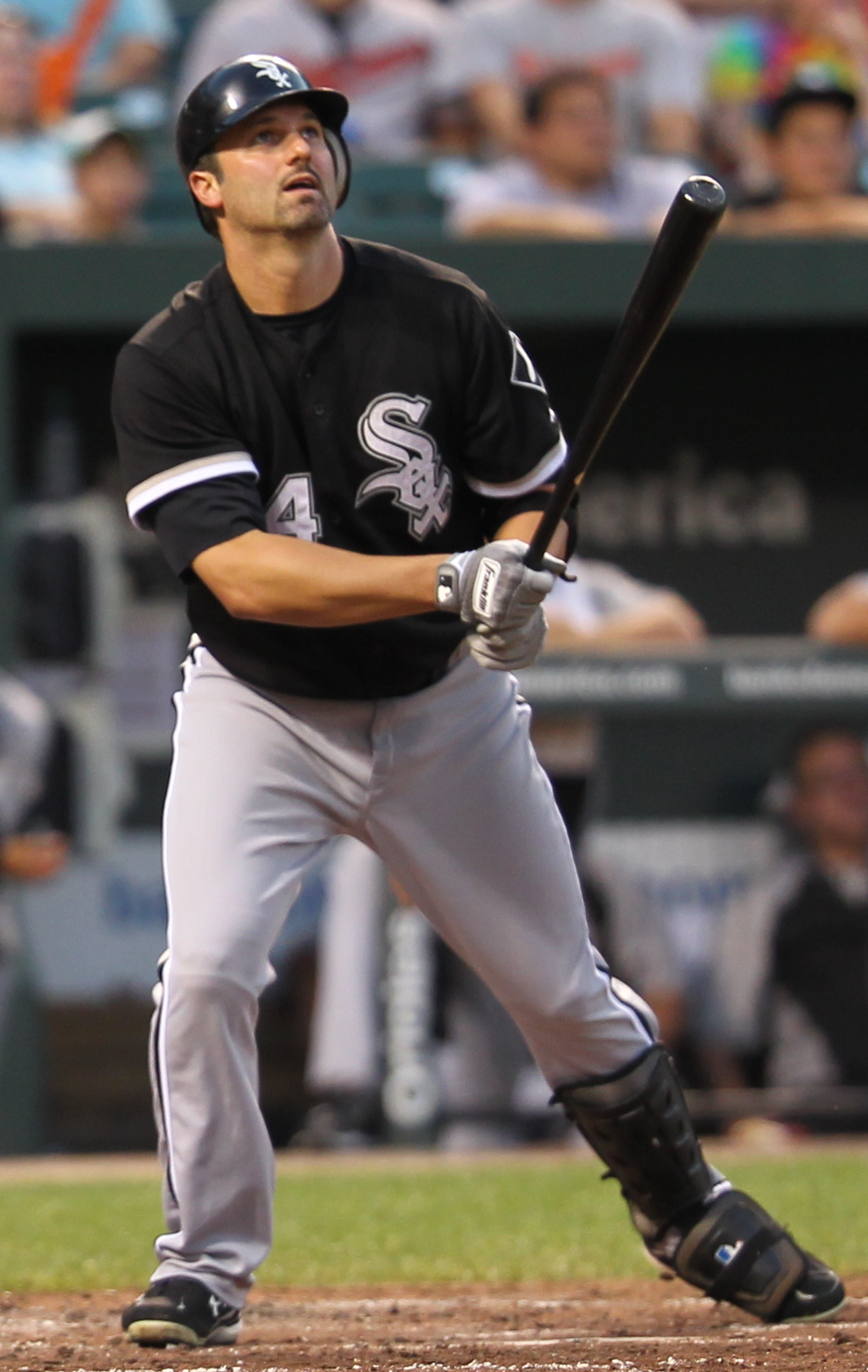
Paul Konerko.
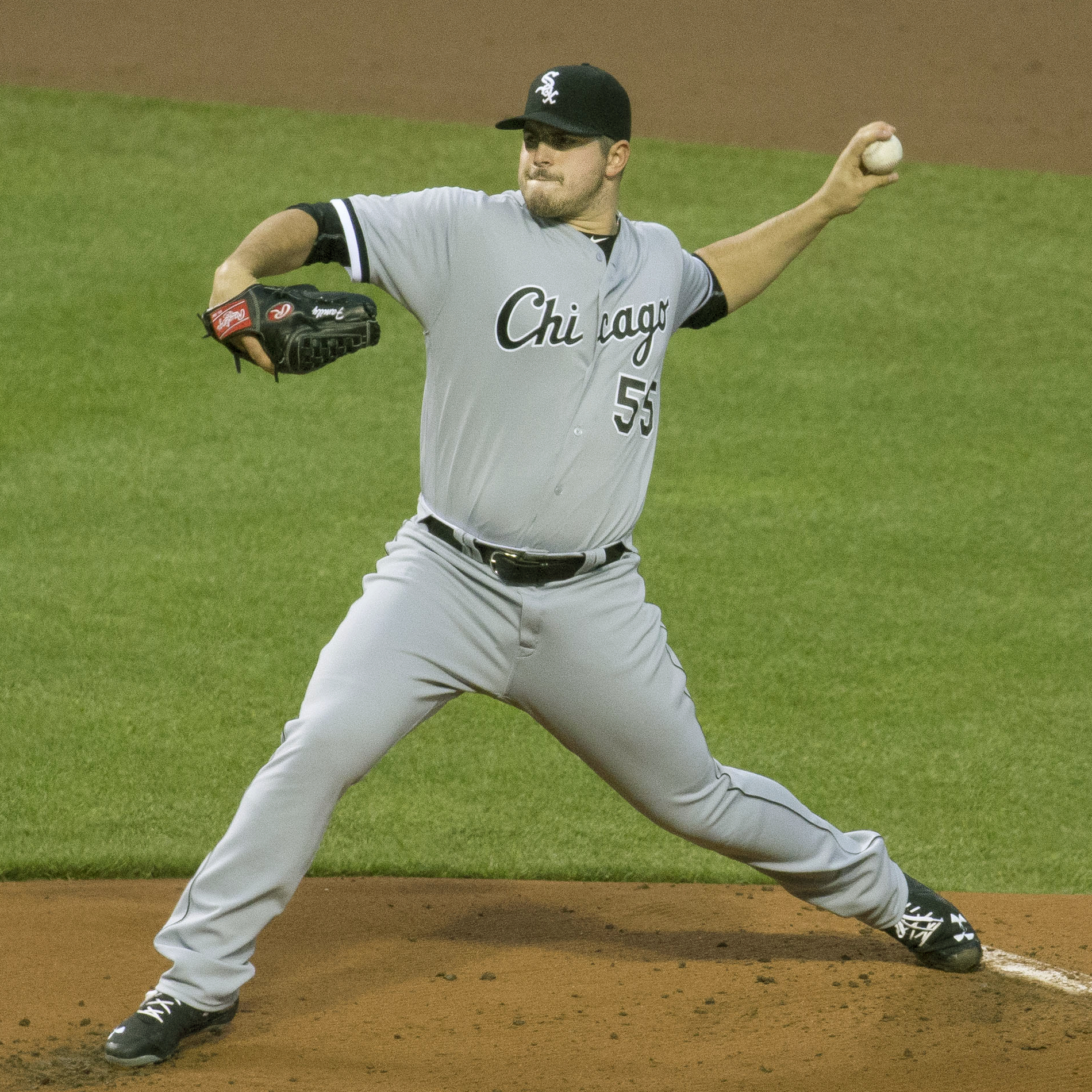
Carlos Rodón.